# Коалы
Коа́лы или сумчатые медведи (лат. Phascolarctos) — род травоядных сумчатых из семейства коаловых, обитающих в Австралии. Появление этого рода датируется поздним миоценом или плиоценом.
Научное название рода Phascolarctos происходит от др.-греч. φασκωλος — «мешок» и ἄρκτος — «медведь» и было предложено французским зоологом и анатомом Анри Дюкроте-де-Блэнвилем в 1816 году.

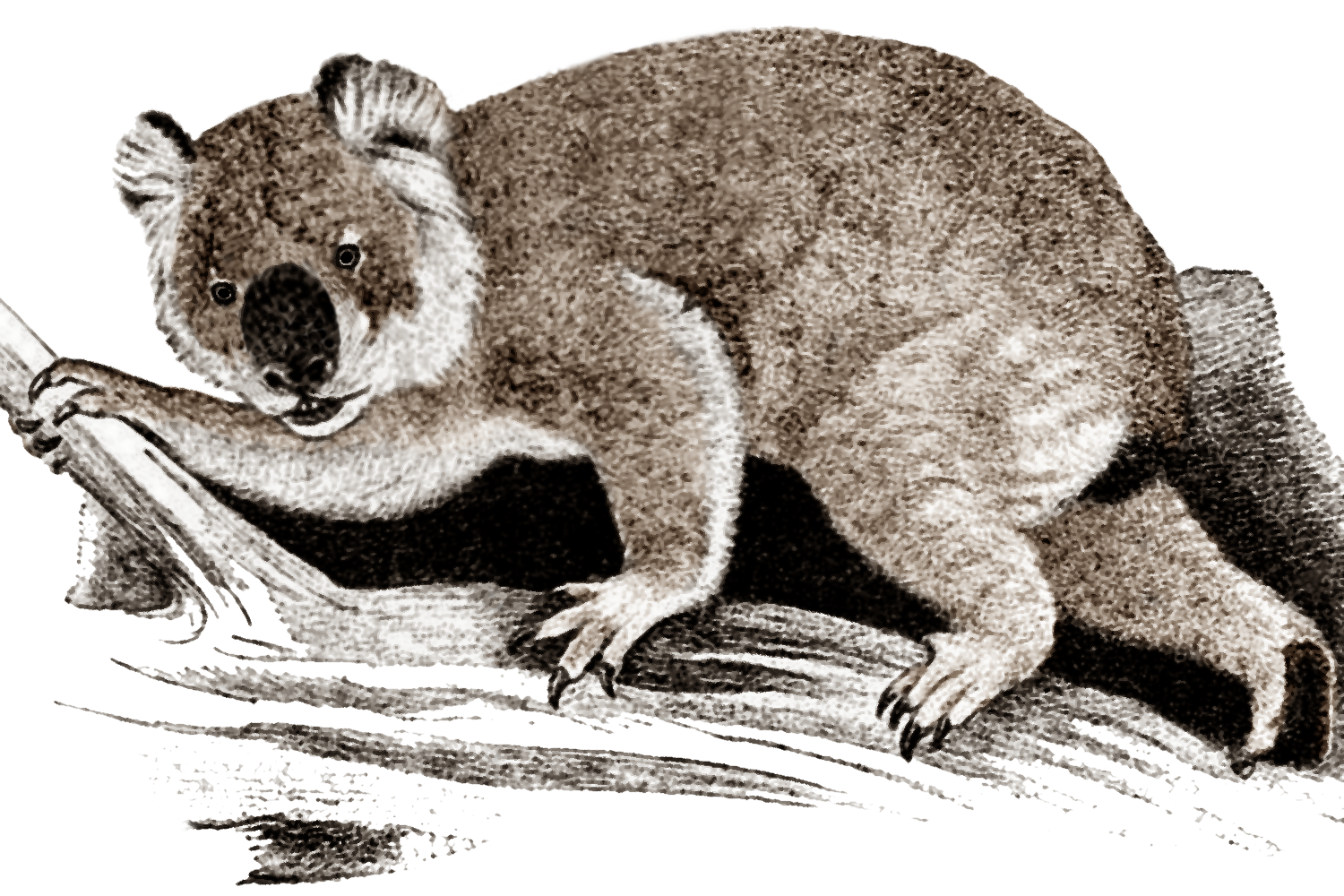
Phascolarctos stirtoni, реконструкция

## Синонимы
В синонимику рода входят следующие названия:
- Draximenus Lay, 1825
- Koala Schinz, 1821
- Lipurus Goldfuss, 1817
- Liscurus McMurtie, 1834
- Morodactylus Goldfuss, 1820

## Классификация
Род включает один современный и не менее двух вымерших видов.
- Phascolarctos cinereus Goldfuss, 1817 — Коала
- † Phascolarctos maris Pledge, 1987
- † Phascolarctos stirtoni Bartholomai, 1968
- † Phascolarctos yorkensis (Pledge, 1992)[7]